# Jagdish Raj
Jagdish Raj Khurana (né en 1928 à Sargodha, dans l'actuelle province du Pendjab pakistanais, au Pakistan, alors en Inde britannique et mort le 28 juillet 2013 à 85 ans à Bombay) est un acteur indien. 

## Biographie
Commençant sa carrière d'acteur au début des années 1960, il la poursuit jusqu'en 1992, date à partir de laquelle il décide de prendre sa retraite. Deewar, Don, Shakti, Mazdoor, Imaan Dharam, Gopichand Jasoos et Silsila, sont ses films les plus marquants.
Jagdish Raj figure dans le Livre Guinness des records pour avoir joué le plus de fois le même type de personnage. De fait, il incarne un policier dans 144 films. 
Il joue toutefois d'autres personnages, dont deux juges et un antagoniste. 
Il meurt le 28 juillet 2013 à Bombay, âgé de 85 ans. Il était père de trois enfants, un fils et deux filles, dont l'une, Anita Raj, est également actrice.

## Filmographie (liste non exhaustive)
- 1960 : Kala Bazar
- 1961 : Hum Dono
- 1969 : Nanak Naam Jahaz Hai
- 1970 : Johny Mera Naam : inspecteur de police
- 1971 : Gambler
- 1972 : Do Chor : inspecteur de police
- 1975 : Deewar : Jaggi
- 1975 : Dafa 302 : Satish
- 1977 : Dream Girl
- 1977 : Paapi : inspecteur Bhaskar
- 1977 : Immaan Dharam : inspecteur de police
- 1977 : Aaina
- 1978 : Besharam : Pandey
- 1978 : Tumhari Kasam : inspecteur de police
- 1978 : Parmatma
- 1978 : Dil Aur Deewar
- 1978 : Ram Kasam
- 1979 : Magroor : officier de police
- 1981 : Silsila
- 1981 : Ek Hi Bhool
- 1982 : Dulha Bikta Hai
- 1982 : Agnee Pareeksha : inspecteur de police
- 1982 : Dil-E-Nadaan
- 1982 : Gopichand Jasoos : Verma
- 1982 : Sawaal : inspecteur Chodu
- 1982 : Deedar-E-Yaar
- 1983 : Hum Se Na Jeeta Koi
- 1983 : Mazdoor : inspecteur de police
- 1984 : Boxer
- 1984 : Raj Tilak
- 1984 : Jeene Nahin Doonga : gardien de prison
- 1985 : Ram Teri Ganga Maili : inspecteur de police
- 1985 : Zulm Ka Badla
- 1985 : Salma : docteur
- 1985 : Ram Tere Kitne Naam : gardien de prison
- 1985 : Mehak
- 1986 : Sasti Dulhan Mahenga Doolha : Mafatlal
- 1986 : Teesra Kinara
- 1987 : Mera Karam Mera Dharam : inspecteur de police
- 1988 : Aag Hi Aag : juge
- 1989 : Aasman Se Ooncha
- 1989 : Na Insafi
- 1989 : Paap Ka Ant : commissaire
- 1992 : Deedar : Sabharwal
- 1992 : Apradhi : juge
- 1992 : Khule-Aam